# Jan Bednarek
Jan Kacper Bednarek ([ˈjan bɛˈdnarɛk] ⓘ; sinh ngày 12 tháng 4 năm 1996) là một cầu thủ bóng đá chuyên nghiệp người Ba Lan thi đấu ở vị trí trung vệ cho câu lạc bộ Southampton của giải Ngoại hạng Anh và Đội tuyển bóng đá quốc gia Ba Lan.

## Sự nghiệp cấp câu lạc bộ

### Lech Poznań
Năm 2013, Bednarek có trận ra mắt tại giải Ekstraklasa năm 17 tuổi cho Lech Poznań trong cuộc đối đầu với Piast Gliwice; trận đấu khép lại với tỉ số 2–0 cho đội nhà. Tuyển thủ của U-21 Ba Lan đã trở thành trụ cột không thể thiếu của đội với 31 trận ra sân và ghi một bàn thắng khi mà Poznań suýt bở lỡ Cúp bóng đá Ba Lan trong trận thắng Arka Gdynia 2–1 sau hiệp phụ.

#### Górnik Łęczna (mượn)
Anh bị đem cho mượn tới đội Górnik Łęczna ở mùa giải 2015–16, tại đây anh có tổng cộng 17 trận ra sân trước khi trở về câu lạc bộ chủ quản.

### Southampton
Ngày 1 tháng 7 năm 2017, Bednarek đầu quân cho Southampton với giao kèo dài 5 năm, với mức phí được cho là 5 triệu bảng Anh. Anh có trận ra mắt giải bóng đá Ngoại hạng Anh vào ngày 14 tháng 4 năm 2018 đối đầu với Chelsea, anh đã ghi bàn thắng thứ hai cho Southampton nhưng đội vẫn phải nhận thất bại 3–2 chung cuộc.
Ngày 2 tháng 2 năm 2021, Bednarek ghi một bàn phản lưới nhà, gây ra quả phạt đền và bị dính thẻ đỏ bởi pha truy cản trái phép với Anthony Martial trong trận thảm bại 9–0 của Southampton trước Manchester United, sau khi trọng tài Mike Dean kiểm tra màn hình ngoài đường pitch. Mặc dù vậy, tấm thẻ đỏ đã gây tranh cãi lớn, đến mức huấn luyện viên của Manchester United, ông Ole Gunnar Solskjær tin rằng Bednarek lẽ ra không nên bị truất quyền thi đấu. Tấm thẻ đỏ sau đó đã bị hủy sau khi câu lạc bộ Southampton kháng cáo.

## Thống kê sự nghiệp

### Câu lạc bộ
Tính đến trận đấu diễn ra ngày 20 tháng 3 năm 2021
| Câu lạc bộ           | Mùa giải           | Giải               | Giải    | Giải      | Cúp quốc gia | Cúp quốc gia | Cúp liên đoàn | Cúp liên đoàn | Châu Âu | Châu Âu   | Khác    | Khác      | Tổng cộng | Tổng cộng |
| Câu lạc bộ           | Mùa giải           | Hạng đấu           | Số trận | Bàn thắng | Số trận      | Bàn thắng    | Số trận       | Bàn thắng     | Số trận | Bàn thắng | Số trận | Bàn thắng | Số trận   | Bàn thắng |
| -------------------- | ------------------ | ------------------ | ------- | --------- | ------------ | ------------ | ------------- | ------------- | ------- | --------- | ------- | --------- | --------- | --------- |
| Lech Poznań          | 2013–14            | Ekstraklasa        | 2       | 0         | 0            | 0            | —             | —             | 0       | 0         | —       | —         | 2         | 0         |
| Lech Poznań          | 2014–15            | Ekstraklasa        | 2       | 0         | 2            | 0            | —             | —             | 0       | 0         | —       | —         | 4         | 0         |
| Lech Poznań          | 2016–17            | Ekstraklasa        | 27      | 1         | 7            | 0            | —             | —             | —       | —         | 0       | 0         | 34        | 1         |
| Lech Poznań          | Tổng cộng          | Tổng cộng          | 31      | 1         | 9            | 0            | —             | —             | 0       | 0         | 0       | 0         | 40        | 1         |
| Górnik Łęczna (mượn) | 2015–16            | Ekstraklasa        | 17      | 0         | 1            | 0            | —             | —             | —       | —         | —       | —         | 18        | 0         |
| Southampton          | 2017–18            | Premier League     | 5       | 1         | 2            | 0            | 1             | 0             | —       | —         | —       | —         | 8         | 1         |
| Southampton          | 2018–19            | Premier League     | 25      | 0         | 0            | 0            | 2             | 0             | —       | —         | —       | —         | 27        | 0         |
| Southampton          | 2019–20            | Premier League     | 34      | 1         | 2            | 0            | 3             | 0             | —       | —         | —       | —         | 39        | 1         |
| Southampton          | 2020–21            | Premier League     | 29      | 1         | 4            | 0            | 1             | 0             | —       | —         | —       | —         | 34        | 1         |
| Southampton          | Tổng cộng          | Tổng cộng          | 93      | 3         | 8            | 0            | 7             | 0             | —       | —         | —       | —         | 108       | 2         |
| Tổng kết sự nghiệp   | Tổng kết sự nghiệp | Tổng kết sự nghiệp | 141     | 3         | 18           | 0            | 7             | 0             | 0       | 0         | 0       | 0         | 166       | 3         |

### Tuyển quốc gia
Tính đến trận đấu diễn ra ngày 26 tháng 3 năm 2024
| Tuyển quốc gia | Năm       | Số trận | Bàn thắng |
| -------------- | --------- | ------- | --------- |
| Ba Lan         | 2017      | 1       | 0         |
| Ba Lan         | 2018      | 11      | 1         |
| Ba Lan         | 2019      | 9       | 0         |
| Ba Lan         | 2020      | 5       | 0         |
| Ba Lan         | 2021      | 12      | 0         |
| Ba Lan         | 2022      | 8       | 0         |
| Ba Lan         | 2023      | 8       | 0         |
| Ba Lan         | 2024      | 2       | 0         |
| Tổng cộng      | Tổng cộng | 56      | 1         |

### Bàn thắng cho đội tuyển
Tính đến trận đấu diễn ra ngày 19 tháng 11 năm 2019.
| # | Ngày                | Nơi tổ chức                     | Đối thủ  | Tỉ số | Kết quả | Giải đấu            | Chú thích |
| - | ------------------- | ------------------------------- | -------- | ----- | ------- | ------------------- | --------- |
| 1 | 28 tháng 6 năm 2018 | Volgograd Arena, Volgograd, Nga | Nhật Bản | 1–0   | 1–0     | FIFA World Cup 2018 | [ 19 ]    |